# Copa América 1991
Copa América 1991 – trzydzieste piąte mistrzostwa kontynentu południowoamerykańskiego, odbyły się w dniach 6 – 21 lipca 1991 roku po raz szósty w Chile. W turnieju grało dziesięć zespołów. Drużyny podzielono na dwie pięciozespołowe grupy. Zwycięzcy i drugie drużyny z grup awansowały dalej, tworząc czterozespołową grupę finałową, gdzie ostatecznie rozgrywała się sprawa mistrzostwa. Wszystkie mecze rozgrywano w Santiago na stadionie Nacional, w Concepción na stadionie Regional, w Valparaiso na stadionie Playa Ancha i w Vińa del Mar na stadionie Sausalito.

## Uczestnicy

### Argentyna
| Nr                   | Zawodnik           | Klub                      |
| -------------------- | ------------------ | ------------------------- |
| 1                    | Sergio Goycochea   | Racing Club de Avellaneda |
| 2                    | Sergio Vázquez     | Ferro Carril Oeste        |
| 3                    | Carlos Enrique     | CA River Plate            |
| 4                    | Fabián Basualdo    | CA River Plate            |
| 5                    | Leonardo Astrada   | CA River Plate            |
| 6                    | Oscar Ruggeri      | CA Vélez Sarsfield        |
| 7                    | Claudio Caniggia   | Atalanta BC               |
| 8                    | Darío Franco       | CA Newell’s Old Boys      |
| 9                    | Gabriel Batistuta  | CA Boca Juniors           |
| 10                   | Diego Simeone      | AC Pisa 1909              |
| 11                   | Diego Latorre      | CA Boca Juniors           |
| 12                   | Alejandro Lanari   | CA Rosario Central        |
| 13                   | Fernando Gamboa    | CA Newell’s Old Boys      |
| 14                   | Néstor Craviotto   | CA Independiente          |
| 15                   | Ricardo Altamirano | CA Independiente          |
| 16                   | Claudio García     | Racing Club de Avellaneda |
| 17                   | Gustavo Zapata     | CA River Plate            |
| 18                   | Ramón Medina Bello | CA River Plate            |
| 19                   | Antonio Mohamed    | CA Huracán                |
| 20                   | Leonardo Rodríguez | CA San Lorenzo de Almagro |
| 21                   | Blas Giunta        | CA Boca Juniors           |
| 22                   | Fabián Cancelarich | Ferro Carril Oeste        |
| Trener: Alfio Basile |                    |                           |

### Boliwia
| Nr                     | Zawodnik                | Klub                   |
| ---------------------- | ----------------------- | ---------------------- |
| 1                      | Marco Barrero           | Club Bolívar           |
| 2                      | Miguel Rimba            | Club Bolívar           |
| 3                      | Eduardo Jiguchi         | Oriente Petrolero      |
| 4                      | Marciano Saldías        | Oriente Petrolero      |
| 5                      | Marco Rodolfo Ferrufino | Club Bolívar           |
| 6                      | Sergio Rivero           | Oriente Petrolero      |
| 7                      | Carlos Borja            | Club Bolívar           |
| 8                      | José Milton Melgar      | Club Blooming          |
| 9                      | Juan Berthy Suárez      | Club Blooming          |
| 10                     | Marco Etcheverry        | Club Bolívar           |
| 11                     | Jaime Moreno            | Club Blooming          |
| 12                     | Mauricio Soria          | Oriente Petrolero      |
| 13                     | Juan Manuel Peña        | Club Blooming          |
| 14                     | José Luis Medrano       | Oriente Petrolero      |
| 15                     | Modesto Soruco          | Club Blooming          |
| 16                     | Erwin Sánchez           | SL Benfica             |
| 17                     | Juan Carlos Chávez      | Club Blooming          |
| 18                     | Modesto Molina          | Oriente Petrolero      |
| 19                     | Álvaro Peña             | Oriente Petrolero      |
| 20                     | Ramiro Castillo         | CA River Plate         |
| 21                     | Julio César Baldivieso  | Club Jorge Wilstermann |
| 22                     | Víctor Aragón           | Club The Strongest     |
| Trener: Ramiro Blacutt |                         |                        |

### Brazylia
| Nr                           | Zawodnik                             | Klub                         |
| ---------------------------- | ------------------------------------ | ---------------------------- |
| 1                            | Cláudio Taffarel                     | AC Parma                     |
| 2                            | Mazinho                              | US Lecce                     |
| 3                            | Cléber Américo da Conceição          | Clube Atlético Mineiro       |
| 4                            | Ricardo Rocha                        | São Paulo FC                 |
| 5                            | Mauro Silva                          | Bragantino Bragança Paulista |
| 6                            | Branco                               | Genoa CFC                    |
| 7                            | Renato Gaúcho                        | Nissan Jokohama              |
| 8                            | Valdir Benedito                      | Athletico Paranaense         |
| 9                            | Careca Bianchezi                     | SE Palmeiras                 |
| 10                           | Neto                                 | Corinthians Paulista         |
| 11                           | Sérgio Luís Donizetti                | AS Bari                      |
| 12                           | Sérgio Guedes                        | Santos FC                    |
| 13                           | Cafu                                 | São Paulo FC                 |
| 14                           | Wilson Gottardo                      | CR Flamengo                  |
| 15                           | Márcio Santos                        | SC Internacional             |
| 16                           | Carlos Augusto José Lira             | Goiás EC                     |
| 17                           | Márcio Bittencourt                   | Corinthians Paulista         |
| 18                           | Raí                                  | São Paulo FC                 |
| 19                           | Luís Henrique Pereira dos Santos     | EC Bahia                     |
| 20                           | Waldemar Aureliano de Oliveira Filho | Bragantino Bragança Paulista |
| 21                           | Sílvio César Ferreira da Costa       | Bragantino Bragança Paulista |
| 22                           | Ronaldo Giovanelli                   | Corinthians Paulista         |
| Trener: Paulo Roberto Falcão |                                      |                              |

### Chile
| Nr                   | Zawodnik         | Klub                    |
| -------------------- | ---------------- | ----------------------- |
| 1                    | Patricio Toledo  |                         |
| 2                    | Rubén Espinoza   | CSD Colo-Colo           |
| 3                    | Lizardo Garrido  | CSD Colo-Colo           |
| 4                    | Javier Margas    | CSD Colo-Colo           |
| 5                    | Eduardo Vilches  | CSD Colo-Colo           |
| 6                    | Miguel Ramírez   | CSD Colo-Colo           |
| 7                    | Patricio Yáñez   | CSD Colo-Colo           |
| 8                    | Jorge Contreras  | CD Universidad Católica |
| 9                    | Iván Zamorano    | Sevilla FC              |
| 10                   | Jaime Pizarro    | CSD Colo-Colo           |
| 11                   | Hugo Rubio       | FC Sankt Gallen         |
| 12                   | Marco Cornez     | Deportes Antofagasta    |
| 13                   | Ronald Fuentes   | CD Cobresal             |
| 14                   | Andrés Romero    | CD Universidad Católica |
| 15                   | Gabriel Mendoza  | CSD Colo-Colo           |
| 16                   | Rodrigo Gómez    | CD Palestino            |
| 17                   | Nelson Parraguez | CD Universidad Católica |
| 18                   | Jaime Vera       | OFI 1925                |
| 19                   | Ivo Basay        | Necaxa Aguascalientes   |
| 20                   | Fabián Estay     | CD Universidad Católica |
| 21                   | Aníbal González  | Unión Española          |
| 22                   | Marcelo Vega     | Unión Española          |
| Trener: Arturo Salah |                  |                         |

### Ekwador
| Nr              | Zawodnik                | Klub                       |
| --------------- | ----------------------- | -------------------------- |
| 1               | Erwin Ramírez           | Green Cross Manta          |
| 2               | Freddy Egberto Bravo    | Barcelona SC               |
| 3               | Luis Capurro            | CS Emelec                  |
| 4               | Wilson Homero Macías    | Barcelona SC               |
| 5               | Jimmy Gustavo Montanero | Barcelona SC               |
| 6               | Hólger Abraham Quiñónez | CS Emelec                  |
| 7               | Carlos Antonio Muñoz    | Barcelona SC               |
| 8               | Juan Carlos Garay       | CD El Nacional             |
| 9               | Byron Zózimo Tenorio    | CD El Nacional             |
| 10              | Robert Javier Burbano   | Universidad Católica Quito |
| 11              | Stony Marín Batioja     | Valdez SC                  |
| 12              | Carlos Milton Enríquez  | Deportivo Quito            |
| 13              | José Guerrero           | CD El Nacional             |
| 14              | Ney Raúl Avilés         | CS Emelec                  |
| 15              | Nixon Aníbal Carcelén   | Deportivo Quito            |
| 16              | Álex Aguinaga           | Club Necaxas               |
| 17              | Ivo Norman Ron          | CS Emelec                  |
| 18              | Juan Helio Guzmán       | LDU Quito                  |
| 19              | Manuel Antonio Uquillas | Barcelona SC               |
| 20              | Ángel Fernández         | Green Cross Manta          |
| 21              | Edwin Patricio Hurtado  | CD El Nacional             |
| 22              | José Higinio Rivera     | Deportivo Quito            |
| Dušan Drašković |                         |                            |

### Kolumbia
| Nr                          | Zawodnik              | Klub                   |
| --------------------------- | --------------------- | ---------------------- |
| 1                           | René Higuita          | Atlético Nacional      |
| 2                           | Andrés Escobar        | Atlético Nacional      |
| 3                           | Gabriel Martínez      | Atlético Junior        |
| 4                           | Eduardo Pimentel      | América Cali           |
| 5                           | Luis Fernando Herrera | Atlético Nacional      |
| 6                           | Oscar Pareja          | Independiente Medellín |
| 7                           | Antony de Ávila       | América Cali           |
| 8                           | Alexis Enrique García | Atlético Nacional      |
| 9                           | Iván Valenciano       | Atlético Junior        |
| 10                          | Carlos Valderrama     | Montpellier HSC        |
| 11                          | Bernardo Redín        | CSKA Sofia             |
| 12                          | Miguel Calero         | Sporting Barranquilla  |
| 13                          | Wilmer Cabrera        | América Cali           |
| 14                          | Leonel Álvarez        | Real Valladolid        |
| 15                          | Luis Carlos Perea     | Independiente Medellín |
| 16                          | Carlos Estrada        | Deportivo Cali         |
| 17                          | Diego León Osorio     | Atlético Nacional      |
| 18                          | Arnoldo Iguarán       | Millonarios FC         |
| 19                          | Albeiro Usuriaga      | América Cali           |
| 20                          | Freddy Rincón         | América Cali           |
| 21                          | Augusto Vargas Cortés | Deportes Quindío       |
| 22                          | Eduardo Niño          | América Cali           |
| Trener: Luis Augusto García |                       |                        |

### Paragwaj
| Nr                           | Zawodnik               | Klub                      |
| ---------------------------- | ---------------------- | ------------------------- |
| 1                            | José Luis Chilavert    | Real Saragossa            |
| 2                            | Teófilo Barrios        | Cerro Porteño             |
| 3                            | Blas Marcelo Cristaldo | Cerro Porteño             |
| 4                            | Silvio Suárez          | Club Olimpia              |
| 5                            | Catalino Rivarola      | Cerro Porteño             |
| 6                            | Carlos Vidal Sanabria  | Club Olimpia              |
| 7                            | Gustavo Neffa          | US Cremonese              |
| 8                            | Carlos Guirland        | Club Olimpia              |
| 9                            | José Cardozo           | FC Sankt Gallen           |
| 10                           | Luis Alberto Monzón    | Club Olimpia              |
| 11                           | Gabriel González       | Club Olimpia              |
| 12                           | Rubén Ruiz Díaz        | CA San Lorenzo de Almagro |
| 13                           | Héctor Vidal Martínez  | Club Cerro Corá           |
| 14                           | Justo Pastor Jacquet   | Cerro Porteño             |
| 15                           | Estanislao Struway     | Cerro Porteño             |
| 16                           | Miguel Sanabria        | Club Bolívar              |
| 17                           | Víctor Genés           | Club Guaraní              |
| 18                           | Blas Romero            | Club Libertad             |
| 19                           | Guido Alvarenga        | Cerro Porteño             |
| 20                           | César Zabala           | Cerro Porteño             |
| 21                           | Julio César Yegros     | Cerro Porteño             |
| 22                           | Felipe Peralta         | Atlético Colegiales       |
| Trener: Carlos Alberto Kiese |                        |                           |

### Peru
| Nr                               | Zawodnik                 | Klub                        |
| -------------------------------- | ------------------------ | --------------------------- |
| 1                                | Jesús Manuel Purizaga    | Alianza Lima                |
| 2                                | Percy Olivares           | Club Sporting Cristal       |
| 3                                | Alvaro Barco             | Universitario Lima          |
| 4                                | Martín Ramírez           | Colégio San Agustín Lima    |
| 5                                | José Arteaga             | Club Sporting Cristal       |
| 6                                | Jorge Cordero            | Gimnasia y Esgrima La Plata |
| 7                                | Ernesto Aguirre          | Unión Huaral                |
| 8                                | José del Solar           | CD Universidad Católica     |
| 9                                | Andrés Aurelio González  | Universitario Lima          |
| 10                               | César Eduardo Rodríguez  | Alianza Lima                |
| 11                               | Jorge Alberto Hirano     | Club Bolívar                |
| 12                               | Gustavo González         | Unión Huaral                |
| 13                               | –                        | –                           |
| 14                               | Norberto Martínez        | Universitario Lima          |
| 15                               | Octavio Vidales          | Universitario Lima          |
| 16                               | Alfonso Orlando Yáñez    | Universitario Lima          |
| 17                               | Ricardo Alberto Bravo    | Universitario Lima          |
| 18                               | Flavio Maestri           | Club Sporting Cristal       |
| 19                               | Eugenio La Rosa          | Club Sporting Cristal       |
| 20                               | Martín Eulogio Rodríguez | Inter Mediolan              |
| 21                               | Diosdado Palma           | Defensor Lima               |
| 22                               | José Luis Carranza       | Universitario Lima          |
| Trener: Miguel Alejandro Company |                          |                             |

### Urugwaj
| Nr                   | Zawodnik                    | Klub                      |
| -------------------- | --------------------------- | ------------------------- |
| 1                    | Fernando Álvez              | CA Peñarol                |
| 2                    | Felipe Revélez              | Club Nacional de Football |
| 3                    | Éber Moas                   | Danubio FC                |
| 4                    | Guillermo Sanguinetti       | Racing Montevideo         |
| 5                    | Ramón Víctor Castro         | Montevideo Wanderers      |
| 6                    | Rubén Dos Santos            | Central Español           |
| 7                    | Marcelo Fracchia            | Central Español           |
| 8                    | Héctor Eduardo Morán        | Club Nacional de Football |
| 9                    | Peter Ramiro Méndez         | Defensor Sporting         |
| 10                   | Henry López Báez            | CA Bella Vista            |
| 11                   | Víctor Manuel López         | CA Peñarol                |
| 12                   | Leonel Rocco                | CA Progreso               |
| 13                   | Edgar Borges                | Club Nacional de Football |
| 14                   | Daniel Florencio Sánchez    | Danubio FC                |
| 15                   | José Pintos Saldanha        | Club Nacional de Football |
| 16                   | William Gutiérrez           | Defensor Sporting         |
| 17                   | Héctor Rodríguez Peña       | Defensor Sporting         |
| 18                   | Gustavo Washington Ferreyra | CA Peñarol                |
| 19                   | Sergio Daniel Martínez      | Defensor Sporting         |
| 20                   | Gabriel Cedrés              | CA Peñarol                |
| 21                   | Alvaro Gutiérrez            | CA Bella Vista            |
| 22                   | Luis Barbat                 | Liverpool FC              |
| Trener: Luis Cubilla |                             |                           |

### Wenezuela
| Nr                        | Zawodnik                | Klub                        |
| ------------------------- | ----------------------- | --------------------------- |
| 1                         | Rafael Dudamel          | Universidad de Los Andes FC |
| 2                         | César Marcano           | CS Marítimo de Venezuela    |
| 3                         | William Pacheco         | Minervén SC                 |
| 4                         | José Luis Jiménez       | Portuguesa FC               |
| 5                         | Robert Cavallo          | Italia Caracas              |
| 6                         | José Flores             | Deportivo Anzoátegui        |
| 7                         | Ildemaro Fernández      | Mineros de Guayana          |
| 8                         | Laureano José Jaimes    | UAT San Cristóbal           |
| 9                         | Alexander Bottini       | Monagas SC                  |
| 10                        | Carlos Fabián Maldonado | Deportivo Táchira           |
| 11                        | Stalin José Rivas       | Mineros de Guayana          |
| 12                        | Franco Fasciana         | Zamora FC                   |
| 13                        | Ceferino Bencomo        | Caracas FC                  |
| 14                        | Andrés Paz              | UAT San Cristóbal           |
| 15                        | Miguel Ángel Echenausi  | Deportivo Táchira           |
| 16                        | Juan Carlos Babio       | ULA Mérida                  |
| 17                        | Otilio Enrique Yantis   | Mineros de Guayana          |
| 18                        | Pedro Gallardo          | Portuguesa FC               |
| 19                        | Robert Rodallega        | UAT San Cristóbal           |
| 20                        | Carlos Castro           | Deportivo Táchira           |
| 21                        | Arnulfo Becerra         | UAT San Cristóbal           |
| 22                        | José Gómez              | Minervén SC                 |
| Trener: Víctor Pignanelli |                         |                             |

## Mecze

### Grupa A

#### Chile–Wenezuela
| CHILE – WENEZUELA 2:0 (2:0) |
| --- |
| 6 lipca 1991, Santiago, Estadio Nacional (widzów 45 000)                                                                                     |
| Sędzia: Armando Pérez Hoyos |
| CHILE: Toledo – Mendoza, Garrido, Vilches, Gómez – Parraguez, Espinoza, Pizarro, Contreras (67 Vera) – Rubio, Zamorano                       |
| WENEZUELA: Fasciana – Pacheco, Marcano, Jiménez, Echenausi – Jaimes, Cavallo, Maldonado, Gallardo (57 Castro) – Fernández (80 Yantis), Rivas |
| Bramki: 1:0 Rubio 22, 2:0 Zamorano 34 |
| Czerwone kartki: Espinoza 88 / – |

#### Paragwaj–Peru
| PARAGWAJ – PERU 1:0 (1:0) |
| --- |
| 6 lipca 1991, Santiago, Estadio Nacional (widzów 45 000)                                                                                     |
| Sędzia: Oscar Ortubé |
| PARAGWAJ: Chilavert – Jacquet, Cristaldo, Rivarola, Suárez – Peralta, Monzón, Guirland (88 Genes), V.Sanabria – Neffa (69 Struway), González |
| PERU: Purizaga – Bravo, Del Solar, Arteaga, Olivares – Barco, M.Rodríguez, C.Rodríguez (45 Maestri), Yáńez – R.Martínez, Hirano              |
| Bramki: 1:0 Monzón 21 |

#### Chile–Peru
| CHILE – PERU 4:2 (1:0) |
| --- |
| 8 lipca 1991, Concepción, Estadio Regional (widzów 50 000)                                                                             |
| Sędzia: Ernesto Filippi |
| CHILE: Toledo – Mendoza, Garrido, Margas, Vilches – Parraguez, Pizarro (83 M.Ramírez), Contreras, Estay – Zamorano, Rubio (57 P.Yáńez) |
| PERU: Purizaga – Bravo, Del Solar, Arteaga, Olivares – Barco, M.Rodríguez, La Rosa, Hirano – Maestri (80 C.Rodríguez), Yańez           |
| Bramki: 1:0 Rubio 16, 2:0 Contreras 51k, 2:1 Maestri 59, 3:1 Zamorano 61, 3:2 Del Solar 71, 4:2 Zamorano 74                            |

#### Argentyna–Wenezuela
| ARGENTYNA – WENEZUELA 3:0 (2:0) |
| --- |
| 8 lipca 1991, Santiago, Estadio Nacional (widzów 50 000)                                                                                          |
| Sędzia: Milton Villavicencio |
| ARGENTYNA: Goycochea – basualdo, Vázquez, Ruggeri, Craviotto – Astrada, Simeone, Franco, Latorre (79 Rodríguez) – Batistuta, Caniggia (85 García) |
| WENEZUELA: Fasciana – Pacheco, Marcano, Jiménez, Echenausi – Jaimes, Cavallo, Yantis, Maldonado (74 Castro) – Fernández (47 Gallardo), Rivas      |
| Bramki: 1:0 Batistuta 28, 2:0 Caniggia 43, 3:0 Batistuta 50k                                                                                      |

#### Paragwaj–Wenezuela
| PARAGWAJ – WENEZUELA 5:0 (2:0) |
| --- |
| 10 lipca 1991, Santiago, Estadio Nacional (widzów 30 000)                                                                                         |
| Sędzia: Juan José Torres |
| PARAGWAJ: Chilavert – Suárez, Cristaldo, Rivarola, Jacquet – Peralta (76 M.Sanabria), Guirland, V.Sanabria, Monzón – Neffa, Gonzalez (86 Cardozo) |
| WENEZUELA: Fasciana – Pacheco, Marcano, Jiménez, Echenausi – Jaimes, Cavallo, Maldonado, Castro (46 Bottini) – Gallardo (56 Yantis), Rivas        |
| Bramki: 1:0 Neffa 34, 2:0 Guirland 38, 3:0 Monzón 75, 4:0 V.Sanabria 81, 5:0 Monzón 87k                                                           |

#### Argentyna–Chile
| ARGENTYNA – CHILE 1:0 (0:0) |
| --- |
| 10 lipca 1991, Santiago, Estadio Nacional (widzów 75 000)                                                                              |
| Sędzia: José Roberto Wright |
| ARGENTYNA: Goycochea – basualdo, Vázquez, Ruggeri, Craviotto – Simeone, Astrada, Franco, Latorre (45 Rodríguez) – Batistuta, Caniggia  |
| CHILE: Toledo – Mendoza, Garrido, Vilches, Margas – Parraguez (18 M.Ramírez), Pizarro, Contreras, Estay – Zamorano, Rubio (59 P.Yáńez) |
| Bramki: 1:0 Batistuta 81 |

#### Peru–Wenezuela
| PERU – WENEZUELA 5:1 (2:1) |
| --- |
| 12 lipca 1991, Santiago, Estadio Nacional (widzów 5000)                                                                                      |
| Sędzia: Armando Pérez Hoyos |
| PERU: Purizaga – Bravo, Del Solar, Arteaga, Olivares (26 Vidales) – Barco, M.Rodríguez, Yáńez, C.Rodriguez (60 R.Martínez) – La Rosa, Hirano |
| WENEZUELA: Fasciana – Pacheco, Paz, Jiménez, Echenausi – Flores, Jaimes, Cavallo, Maldonado – Yantis (46 Gallardo), Rivas (37 Rodallega)     |
| Bramki: 1:0 La Rosa 9, 1:1 Del Solar 14s, 2:1 Cavallo 21s, 3:1 La Rosa 55, 4:1 Del Solar 58, 5:1 Hirano 62                                   |
| Czerwone kartki: – / Paz 21 |

#### Argentyna–Paragwaj
| ARGENTYNA – PARAGWAJ 4:1 (1:0) |
| --- |
| 12 lipca 1991, Concepción, Estadio Regional (widzów 40 000)                                                                                          |
| Sędzia: Ernesto Filippi |
| ARGENTYNA: Goycochea – F.Basualdo (72 Gamboa), S.Vázquez, Ruggeri, Enrique – Zapata, Astrada (77 Giunta), Simeone, L.Rodríguez – Caniggia, Batistuta |
| PARAGWAJ: Chilavert – Suárez, Rivarola, Cristaldo, Jacquet – Guirland, V.Sanabria, Peralta (75 Cardozo), Monzón – Neffa, Gonzalez (71 M.Sanabria)    |
| Bramki: 1:0 Batistuta 40, 2:0 Simeone 61, 3:0 Astrada 70, 3:1 Cardozo 79, 4:1 Caniggia 81                                                            |

#### Argentyna–Peru
| ARGENTYNA – PERU 3:2 (1:1) |
| --- |
| 14 lipca 1991, Santiago, Estadio Nacional (widzów 80 000)                                                                                        |
| Sędzia: Oscar Ortubé |
| ARGENTYNA: Laneri – Altamirano, Gamboa, Craviotto, Enrique – Zapata, Giunta, Mohammed, Latorre – C.García (72 Astrada), Medina Bello (85 Franco) |
| PERU: Purizaga (55 Palma) – Bravo, Del Solar, Arteaga, Vidales – Barco, M.Rodríguez, C.Rodríguez, Barco, Yáńez – Hirano, La Rosa (66 Aguirre)    |
| Bramki: 1:0 Latorre 3, 1:1 Yáńez 35k, 2:1 Craviotto 51, 3:1 C.García 57, 3:2 Hirano 65                                                           |

#### Chile–Paragwaj
| CHILE – PARAGWAJ 4:0 (2:0) |
| --- |
| 14 lipca 1991, Santiago, Estadio Nacional (widzów 80 000)                                                                                    |
| Sędzia: José Roberto Wright |
| CHILE: Toledo – Mendoza, Garrido, Vilches, Margas – M.Ramírez, Pizzaro (70 Vera), P.Yáńez, Estay – Zamorano, Rubio (77 Basay)                |
| PARAGWAJ: Chilavert – Barrios, Rivarola (16 Cristaldo), Zabala, Suárez, Guirland, V.Sanabria, Struway, Monzón – Neffa (68 Cardozo), González |
| Bramki: 1:0 Rubio 12, 2:0 Zamorano 15, 3:0 Estay 63, 4:0 Vera 68                                                                             |
| Czerwone kartki: – / González 24 |

### Grupa B

#### Kolumbia–Ekwador
| KOLUMBIA – EKWADOR 1:0 (1:0) |
| --- |
| 7 lipca 1991, Valparaíso, Estadio Playa Ancha (widzów 15 000)                                                                                 |
| Sędzia: Juan Francisco Escobar |
| KOLUMBIA: Higuita – Herrera, Perea, Escobar, Osorio – L.Alvarez, A.García (45 Pareja), Rincón, C.Valderrama – De Avila, Estrada (71 Usuriaga) |
| EKWADOR: Ramírez – Montanero, Tenorio, Capurro, Quińónez – Garay, Muńoz (75 Uquillas), Bravo, Carcelén – Aguinaga, Avilés (45 Burbano)        |
| Bramki: 1:0 De Avila 25 |

#### Urugwaj–Boliwia
| URUGWAJ – BOLIWIA 1:1 (0:1) |
| --- |
| 7 lipca 1991, Valparaíso, Estadio Playa Ancha (widzów 15 000)                                                                                  |
| Sędzia: Carlos Maciel |
| URUGWAJ: Alvez – Sanguinetti, Revelez, Moas, Pintos Saldańa – Morán, Castro, Fracchia – Méndez, López Báez (70 W.Gutiérrez), López (45 Borges) |
| BOLIWIA: Aragón – Rimba, Ferrufino, Saldías, Rivero – Borja, E.Sánchez (82 Baldivieso), Melgar, R.Castillo – Etcheverry, J.Suárez (82 Sorucco) |
| Bramki: 0:1 J.Suárez 16, 1:1 Castro 73 |

#### Urugwaj–Ekwador
| URUGWAJ – EKWADOR 1:1 (0:1) |
| --- |
| 9 lipca 1991, Viña del Mar, Estadio Sausalito (widzów 18 000)                                                                          |
| Sędzia: Gastón Castro |
| URUGWAJ: Alvez – Sanguinetti, Revelez, Moas, Dos Santos – Morán, A.Gutiérrez, Castro, Fracchia – Méndez, Borges                        |
| EKWADOR: Ramírez – Montanero, Capurro, Tenorio, Quińónez – Garay, Carcelén, Bravo, Muńoz (78 Burbano) – Aguinaga, Avilés (79 Guerrero) |
| Bramki: 0:1 Aguinaga 44, 1:1 Méndez 49k                                                                                                |

#### Brazylia–Boliwia
| BRAZYLIA – BOLIWIA 2:1 (1:0) |
| --- |
| 9 lipca 1991, Viña del Mar, Estadio Sausalito (widzów 18 000)                                                                                 |
| Sędzia: José Ramírez |
| BRAZYLIA: Taffarel – Cafú, Gottardo, Ricardo Rocha, Branco – Mauro Silva, Mazinho, Neto – Renato, Careca (46 Raí), Joăo Paulo (63 Mazinho II) |
| BOLIWIA: Aragón – Rimba, Jiguchi, Ferrufino, Saldías – Borja (60 Peńa), Melgar, R.Castillo, E.Sánchez – Etcheverry, J.Suárez (45 Baldivieso)  |
| Bramki: 1:0 Neto 5k, 2:0 Branco 47, 2:1 E.Sánchez 89k                                                                                         |

#### Kolumbia–Boliwia
| KOLUMBIA – BOLIWIA 0:0 |
| --- |
| 11 lipca 1991, Viña del Mar, Estadio Sausalito (widzów 15 000)                                                                                  |
| Sędzia: Francisco Farías |
| KOLUMBIA: Higuita – Herrera, Perea, Escobar, Osorio – L.Alvarez, Redín, Rincón, C.Valderrama – De Avila, Iguarán (73 Usuriaga)                  |
| BOLIWIA: Barrero – Rimba, Ferrufino, Jiguchi, Saldías – Baldivieso, Melgar, R.Castillo (71 E.Sánchez), Etcheverry – J.Suárez, Moreno (70 Borja) |

#### Brazylia–Urugwaj
| BRAZYLIA – URUGWAJ 1:1 (1:0) |
| --- |
| 11 lipca 1991, Viña del Mar, Estadio Sausalito (widzów 15 000)                                                                               |
| Sędzia: Juan Carlos Loustau |
| BRAZYLIA: Taffarel – Cafú, Gottardo, Ricardo Rocha, Branco – Mauro Silva, Mazinho, Neto – Renato, Raí, Joăo Paulo (82 Mazinho II)            |
| URUGWAJ: Alvez – Sanguinetti, Revelez, Moas, Dos Santos – Morán, A.Gutiérrez, Castro, Fracchia (88 W.Gutiérrez) – Méndez, Borges (46 Cedrés) |
| Bramki: 1:0 Joăo Paulo 29, 1:1 P.Méndez 66                                                                                                   |

#### Ekwador–Boliwia
| EKWADOR – BOLIWIA 4:0 (2:0) |
| --- |
| 13 lipca 1991, Viña del Mar, Estadio Sausalito (widzów 19 000)                                                                              |
| Sędzia: Gastón Castro |
| EKWADOR: Ramírez – Montanero, Tenorio, Capurro, Quińónez – Bravo, Ron, Muńoz, Carcelén (81 Burbano) – Aguinaga (77 Garay), Avilés           |
| BOLIWIA: Barrero – Jiguchi, Ferrufino, Saldías, Melgar – Rimba, Molina, Borja, R.Castillo (75 Medrano) – Etcheverry, Moreno (46 Baldivieso) |
| Bramki: 1:0 Aguinaga 32, 2:0 Avilés 42g, 3:0 Avilés 73, 4:0 Ramírez 80k                                                                     |
| Czerwone kartki: – / Jiguchi 63 |
| Uwagi: w 60 minucie bramkarz ekwadorski Ramírez obronił rzut karny wykonywany przez R.Castillo                                              |

#### Kolumbia–Brazylia
| KOLUMBIA – BRAZYLIA 2:0 (1:0) |
| --- |
| 13 lipca 1991, Viña del Mar, Estadio Sausalito (widzów 15 000)                                                                                     |
| Sędzia: Carlos Maciel |
| KOLUMBIA: Higuita – Herrera, Perea, Escobar, Osorio – Redín, L.Alvarez, Rincón (75 A.García), C.Valderrama – De Avila, Iguarán                     |
| BRAZYLIA: Taffarel – Marcio, Gottardo, Ricardo Rocha, Branco – Mauro Silva, Mazinho, Neto (46 Careca), Rai (46 Luiz Henrique) – Renato, Joăo Paulo |
| Bramki: 1:0 De Avila 35, 2:0 Iguarán 66 |

#### Urugwaj–Kolumbia
| URUGWAJ – KOLUMBIA 1:0 (1:0) |
| --- |
| 13 lipca 1991, Viña del Mar, Estadio Sausalito (widzów 30 000)                                                                               |
| Sędzia: Juan Carlos Loustau |
| URUGWAJ: Alvez – Sanguinetti, Revelez, Moas, Dos Santos – Morán, A.Gutiérrez, Castro (66 López Báez), Fracchia – Méndez, Cedrés (45 Sánchez) |
| KOLUMBIA: Higuita – Herrera, Perea, Escobar, Osorio – Pimentel, L.Alvarez, Rincón, C.Valderrama – De Avila, Iguarán (78 Valenciano)          |
| Bramki: 1:0 Méndez 19 |
| Czerwone kartki: A.Gutiérrez 40 / De Avila 84                                                                                                |

#### Brazylia–Ekwador
| BRAZYLIA – EKWADOR 3:1 (1:1) |
| --- |
| 15 lipca 1991, Viña del Mar, Estadio Sausalito (widzów 30 000) |
| Sędzia: Juan Francisco Escobar |
| BRAZYLIA: Taffarel – Mazinho, Marcio, Ricardo Rocha, Branco – Mauro Silva, Marcio Santos, Neto (65 Luiz Henrique), Silvio César (72 Careca) – Mazinho II, Joăo Paulo |
| EKWADOR: Ramírez – Montanero, Tenorio, Capurro, Quińónez – Bravo, Carcelén (65 Garay), Ron (65 Burbano), Muńoz – Avilés, Aguinaga                                    |
| Bramki: 1:0 Mazinho II 8, 1:1 Muńoz 12, 2:1 Marcio Santos 54, 3:1 Luiz Henrique 89                                                                                   |
| Czerwone kartki: Mazinho II / – |

### Finał

#### Argentyna–Brazylia
| ARGENTYNA – BRAZYLIA 3:2 (2:1) |
| --- |
| 17 lipca 1991, Santiago, Estadio Nacional (widzów 50 000) |
| Sędzia: Carlos Maciel |
| ARGENTYNA: Goycochea – F.Basualdo, S.Vázquez, Ruggeri, Enrique – Astrada, Franco, Simeone, L.Rodríguez (82 Giunta) – Batistuta, Caniggia                         |
| BRAZYLIA: Taffarel – Mazinho, Marcio, Ricardo Rocha, Branco – Mauro Silva, Marcio Santos, Neto – Silvio César (45 Renato), Luiz Henrique, Joăo Paulo (78 Careca) |
| Bramki: 1:0 Franco 1, 1:1 Branco 5, 2:1 Franco 39, 3:1 Batistuta 46g, 3:2 Joăo Paulo 52                                                                          |
| Czerwone kartki: Caniggia 31, Enrique 61 / Mazinho 31, Marcio Santos 61, Careca 80                                                                               |

#### Chile–Kolumbia
| CHILE – KOLUMBIA 1:1 (0:1) |
| --- |
| 17 lipca 1991, Santiago, Estadio Nacional (widzów 65 000)                                                                                          |
| Sędzia: Ernesto Filippi |
| CHILE: Toledo – Mendoza, Garrido, Vilches, Margas – M.Ramírez, Pizarro (75 Vera), Estay, P.Yáńez – Zamorano, Rubio (62 Contreras)                  |
| KOLUMBIA: Higuita – Herrera (55 W.Cabrera), Perea, Escobar, Osorio – Pimentel, L.Alvarez, Rincón, C.Valderrama – Usuriaga, Iguarán (57 Valenciano) |
| Bramki: 0:1 Iguarán 37, 1:1 Zamorano 74 |

#### Argentyna–Chile
| ARGENTYNA – CHILE 0:0 |
| --- |
| 19 lipca 1991, Santiago, Estadio Nacional (widzów 65 000)                                                                                       |
| Sędzia: Ernesto Filippi |
| ARGENTYNA: Goycochea – F.Basualdo, Ruggeri, S.Vázquez, Altamirano – Astrada, Franco, Simeone, L.Rodríguez (85 Giunta) – Batistuta, Medina Bello |
| CHILE: Toledo – Espinoza (77 Basay), Garrido, Vilches, Margas – M.Ramírez, Pizarro, Estay (67 Contreras), P.Yáńez – Zamorano, Rubio             |
| Czerwone kartki: – / P.Yáńez 41 |

#### Brazylia–Kolumbia
| BRAZYLIA – KOLUMBIA 2:0 (1:0) |
| --- |
| 19 lipca 1991, Santiago, Estadio Nacional (widzów 75 000)                                                                             |
| Sędzia: José Ramírez |
| BRAZYLIA: Taffarel – Cafú, Marcio Santos, Ricardo Rocha, Branco – Mauro Silva, Valdir, Mazinho II – Renato, Luiz Henrique, Joăo Paulo |
| KOLUMBIA: Higuita – Cabrera, Perea, Escobar, Osorio – Pimentel, L.Alvarez, Rincón, C.Valderrama – Usuriaga, De Avila                  |
| Bramki: 1:0 Renato 29, 2:0 Branco 76k                                                                                                 |

#### Brazylia–Chile
| BRAZYLIA – CHILE 2:0 (1:0) |
| --- |
| 21 lipca 1991, Santiago, Estadio Nacional (widzów 30 000) |
| Sędzia: Juan Carlos Loustau |
| BRAZYLIA: Taffarel – Cafú, Ricardo Rocha, Marcio Santos, Branco – Mauro Silva, Mazinho, Mazinho II, Luiz Henrique (83 Neto) – Renato (68 Valdir), Joăo Paulo |
| CHILE: Toledo – Mendoza, Garrido, Vilches, Margas – M.Ramirez (70 Vera), Pizarro, Estay (45 Basay), Contreras – Zamorano, Rubio                              |
| Bramki: 1:0 Mazinho II 8 h, 2:0 Luiz Henrique 55 |
| Czerwone kartki: Branco 69 / – |

#### Argentyna–Kolumbia
| ARGENTYNA – KOLUMBIA 2:1 (2:0) |
| --- |
| 21 lipca 1991, Santiago, Estadio Nacional (widzów 50 000)                                                                                       |
| Sędzia: Juan Francisco Escobar |
| ARGENTYNA: Goycochea – F.Basualdo, S.Vázquez, Ruggeri, Altamirano – Simeone, Franco, Astrada, L.Rodríguez (77 Giunta) – Caniggia, Batistuta     |
| KOLUMBIA: Higuita – Cabrera, Perea, Escobar, Osorio – L.Alvarez, Pimentel, Rincón (45 Valenciano), C.Valderrama – De Avila, Usuriaga (45 Redín) |
| Bramki: 1:0 Simeone 11g, 2:0 Batistuta 19, 2:1 De Avila 70                                                                                      |

## Podsumowanie

### Grupa A
| 6 lipca |  | Chile | 2 | - | 0 (2-0) | Wenezuela |

| 6 lipca |  | Paragwaj | 1 | - | 0 (1-0) | Peru |
| 8 lipca |  | Chile    | 4 | - | 2 (1-0) | Peru |

| 8 lipca |  | Argentyna | 3 | - | 0 (2-0) | Wenezuela |

| 10 lipca |  | Paragwaj | 5 | - | 0 (2-0) | Wenezuela |
| 10 lipca |  | Chile    | 0 | - | 1 (0-0) | Argentyna |

| 12 lipca |  | Peru | 5 | - | 1 (2-1) | Wenezuela |

| 12 lipca |  | Argentyna | 4 | - | 1 (1-0) | Paragwaj |

| 14 lipca |  | Argentyna | 3 | - | 2 (1-1) | Peru     |
| 9 lipca  |  | Chile     | 4 | - | 0 (2-0) | Paragwaj |

#### Tabela końcowa
| M | Reprezentacja | L.m. | Zw. | Rem. | Por. | Bramki | R.br. | Pkt |
| 1 | Argentyna     | 4    | 4   | 0    | 0    | 11:3   | +8    | 8   |
| 2 | Chile         | 4    | 3   | 0    | 1    | 10:3   | +7    | 6   |
| 3 | Paragwaj      | 4    | 2   | 0    | 2    | 7:8    | -1    | 4   |
| 4 | Peru          | 4    | 1   | 0    | 3    | 9:9    | 0     | 2   |
| 5 | Wenezuela     | 4    | 0   | 0    | 4    | 1:15   | -14   | 0   |

### Grupa B
| 7 lipca |  | Kolumbia | 1 | - | 0 (1-0) | Ekwador |

| 7 lipca |  | Urugwaj | 1 | - | 1 (0-1) | Boliwia |
| 9 lipca |  | Urugwaj | 1 | - | 1 (0-1) | Ekwador |

| 9 lipca |  | Brazylia | 2 | - | 1 (1-0) | Boliwia |

| 11 lipca |  | Kolumbia | 0 | - | 0 | Boliwia |

| 11 lipca |  | Brazylia | 1 | - | 1 (1-0) | Urugwaj |

| 13 lipca |  | Ekwador | 4 | - | 0 (2-0) | Boliwia |

| 13 lipca |  | Kolumbia | 2 | - | 0 (1-0) | Brazylia |

| 15 lipca |  | Urugwaj | 1 | - | 0 (1-0) | Kolumbia |

| 15 lipca |  | Brazylia | 3 | - | 1 (1-1) | Ekwador |

| 10 lipca |  | Argentyna | 0 | - | 0 | Boliwia |

#### Tabela końcowa
| M | Reprezentacja | L.m. | Zw. | Rem. | Por. | Bramki | R.br. | Pkt |
| 1 | Kolumbia      | 4    | 2   | 1    | 1    | 3:1    | +2    | 5   |
| 2 | Brazylia      | 4    | 2   | 1    | 1    | 6:5    | +1    | 5   |
| 3 | Urugwaj       | 4    | 1   | 3    | 0    | 4:3    | +1    | 5   |
| 4 | Ekwador       | 4    | 1   | 1    | 2    | 6:5    | +1    | 3   |
| 5 | Boliwia       | 4    | 0   | 2    | 2    | 2:7    | -5    | 2   |

### Finał
| 17 lipca |  | Argentyna | 3 | - | 2 (2-1) | Brazylia |

| 17 lipca |  | Chile | 1 | - | 1 (0-1) | Kolumbia |

| 19 lipca |  | Chile | 0 | - | 0 | Argentyna |

| 19 lipca |  | Brazylia | 2 | - | 0 (1-0) | Kolumbia |

| 21 lipca |  | Chile | 0 | - | 2 (0-1) | Brazylia |

| 21 lipca |  | Argentyna | 2 | - | 1 (2-0) | Kolumbia |

#### Końcowa tabela
| M | Reprezentacja | L.m. | Zw. | Rem. | Por. | Bramki | R.br. | Pkt |
| 1 | Argentyna     | 3    | 2   | 1    | 0    | 5:3    | +2    | 5   |
| 2 | Brazylia      | 3    | 2   | 0    | 1    | 6:3    | +3    | 4   |
| 3 | Chile         | 3    | 0   | 2    | 1    | 1:3    | -2    | 2   |
| 4 | Kolumbia      | 3    | 0   | 1    | 2    | 2:5    | -3    | 1   |

Trzydziestym piątym triumfatorem turnieju Copa América został po raz trzynasty zespół Argentyny.

### Strzelcy bramek
| Gole   | Piłkarze |
| ------ | --- |
| 6      | Batistuta |
| 5      | Zamorano |
| 3      | Branco Rubio De Avila Monzón Méndez |
| 2      | Caniggia, Franco, Simeone Joăo Paulo, Luiz Henrique, Mazinho II Iguarán Aguinaga, Avilés Del Solar, Hirano, La Rosa                                                            |
| 1      | Astrada, Craviotto, C.García, Latorre E.Sánchez, J.Suárez Marcio Santos, Neto Contreras, Estay, Vera Muńoz, Ramírez Cardozo, Guirland, Neffa, V.Sanabria Yáńez, Maestri Castro |
| samob. | Del Solar (dla Wenezueli) Cavallo (dla Peru) |

### Sędziowie
| Mecze | Sędziowie                                                                       |
| ----- | ------------------------------------------------------------------------------- |
| 4     | Ernesto Filippi                                                                 |
| 3     | Juan Carlos Loustau Juan Francisco Escobar Carlos Maciel                        |
| 2     | Oscar Ortubé José Roberto Wright Armando Pérez Hoyos Gastón Castro José Ramírez |
| 1     | Juan José Torres Milton Villavicencio Francisco Farías                          |